# Ruštat
Ruštat (nemško Ruhstatt) je naselje v Občini Velikovec v Okraju Velikovec na Koroškem v Avstriji.